# Elecciones generales de Kuwait de 1971
Elecciones parlamentarias tuvieron lugar en Kuwait el 23 de enero de 1971. Un total de 183 se postularon para la elección, en la cual los candidatos progobierno mantuvieron el bloque mayoritario en el parlamento. La participación fue de 51,6%.

## Resultados
| Partido                | Votos  | %   | Escaños | +/– |
| ---------------------- | ------ | --- | ------- | --- |
| Candidatos progobierno |        |     | 20      | 0   |
| Independentes          |        |     | 13      | –4  |
| Candidatos chiitas     |        |     | 6       | –2  |
| Candidatos sunitas     |        |     | 6       | +6  |
| Oposición secular      |        |     | 4       | 0   |
| Votos nulos/blancos    | –      | –   | –       |     |
| Total                  | 20,785 | 100 | 50      | 0   |
| Fuente: Nohlen et al.  |        |     |         |     |